# Poutine
La poutine (AFI /pu'ʦɪn/ en francès del Quebec, /pu'tin/ en francès europeu) és un plat de la gastronomia del Quebec. Està elaborat amb patates fregides, formatge granular fresc —normalment cheddar molt poc curat— i salsa espanyola. Es prepara afegint el formatge a trossos amb les patates fregides acabades de fer i recobrint la mescla amb salsa espanyola calenta, que fon el formatge i estova les patates. A vegades pot anar acompanyat d'altres ingredients, com ara hamburgueses, pollastre, salsa bolonyesa…